# Afrobermudians
Els afrobermudians o afroamericans bermudians són els bermudians que tenen avantpassats a l'Àfrica, sobretot a l'Àfrica Occidental.
En l'actualitat, els afrobermudians són el grup majoritari de Bermudes, una possessió britànica d'ultramar i representen el 53,8% de la població del país.
A Bermudes hi ha uns 39.600 afrobermudians i el total de membres d'aquest grup humà a tot el món seria d'unes 206.000 persones. El seu codi ètnic al joshuaproject és NFB68b.

## Llengua
Els afrobermudians parlen la variant dialectal de Bermudes de l'anglès.

## Religió
El 93% dels afrobermudians són cristians (dels quals, el 28% són evangèlics); d'aquests, el 30% són anglicans, el 29% són protestants, el 13% són catòlics, el 16% pertanyen a esglésies cristianes independents i el 12% són d'altres esglésies cristianes. El 5,3% dels afrobermudians restants creuen en religions minoritàries i l'1,7% es consideren no-religiosos.

## Cultura
La dansa tradicional icònica de Bermudes és el Gombey, un ball que es balla en una desfilada seguint el ritme de tambors i que té arrels africanes, indígenes, caribenyes i britàniques.